# Glaraphodius somalicus
Glaraphodius somalicus is een keversoort uit de familie bladsprietkevers (Scarabaeidae). De wetenschappelijke naam van de soort is voor het eerst geldig gepubliceerd in 1941 door Balthasar.